# Westone Bit Entertainment
Westone Bit Entertainment (Japans: ウエストン·ビット·エンタテインメント, Weston Bitto Entateinmento) was een Japanse spelontwikkelaar die in mei 1986 werd opgericht. Oorspronkelijk heette het bedrijf Escape, maar dit werd hernoemd naar Westone omdat de naam Escape (uitvlucht) te onbetrouwbaar zou klinken. De naam werd in april 2000 gewijzigd naar Westone Bit Entertainment.
Westone Bit Entertainment werd bekend om hun eerste uitgebrachte spellen, Wonder Boy en de Monster World-serie. Deze spelserie werd een grote hit en is verschenen voor diverse spelcomputers en homecomputers. De naam Westone is een samentrekking van de achternamen van de twee oprichters Ryuichi Nishizawa (Nishi = West) en Michishito Ishizuka (Ishi = Stone).
Het bedrijf ging failliet op 1 oktober 2014.

## Lijst van spellen

### Arcade
- Wonder Boy (Sega)
- Wonder Boy in Monster Land (Sega)
- Wonder Boy III: Monster Lair (Sega)
- Riot City (Sega)
- Aurail (Sega)
- Tokei Jikake no Aquario (niet-uitgebrachte titel)

### Dreamcast
- Cyber Team in Akihabara: PataPies!
- Di Gi Charat Fantasy
- Fish Eyes Wild / Reel Fishing Wild
- Neon Genesis Evangelion

### NES
- Jaws (ontwikkeld onder contract bij Atlus)
- Majin Eiyuden Wataru Gaiden

### Game Gear
- Wonder Boy: The Dragon's Trap

### Master System
- Wonder Boy III: The Dragon's Trap

### Mega CD
- Dungeon Explorer

### Mega Drive
- Wonder Boy V: Monster World III / Wonder Boy in Monster World
- Monster World IV

### PC Engine/TurboGrafx-16
- Aoi Blink
- Appare! Gateball
- Blood Gear
- Power Eleven (ontwikkeld onder contract bij Atlus)
- Riot Zone
- Dynastic Hero

### PlayStation
- Kekkon: Marriage
- Milano no Arbeit Collection
- Sotsugyou III: Wedding Bell
- Sotsugyou M: Male Graduation: Seitokai Naga no Kareinaru Inbou
- Soukou Kihei Votoms Gaiden: Ao no Kishi Velzelga Monogatari
- Wolkenkratzer: Shinpan no Tou

### PlayStation 2
- Princess Maker 4
- Relaxuma: Ojama Shitemasu 2 Shuukan
- Secret of Evangelion
- Shinseiki Evangelion: Ayanami Ikusei Keikaku with Asuka Hokan Keikaku

### Saturn
- Kekkon: Marriage
- Sotsugyou III: Wedding Bell
- Sotsugyou: Album
- Willy Wombat

### SNES
- Dark Half

### Windows
- Chicchana Yukitsukai Sugar accessoires
- Galaxy Angel accessoires
- Pita-Ten accessoires
- Renai Typing: Salad Days
- Tsuri Baka Nisshi: Baku Tsuri Typing
- Waku Waku Joyland